# Zakonik Petra I.
Zakon opšči crnogorski i brdski od 29. listopada 1798. prvi je crnogorski zakonik, sastavljen od 33 članaka, poznat i pod imenom Zakonik Petra I. jer je autor ovoga pravnog dokumenta bio vladar i mitropolit Petar I. Petrović Njegoš (Sveti Petar Cetinjski). 
Zakon opšči crnogorski i brdski odigrao je važnu ulogu u profiliranju državno-pravne svijesti Crnogoraca.
Crnogorski zbor usvojio je na skupu od 29. listopada 1798. Zakonik od 1. do 16. članka, a 29. kolovoza 1803. na skupu održanom na Cetinju potvrdio prvih 16 i izglasao novih 17 članaka.
Zakonik je u bitnome inkorporirao Stegu iz 1796., a ustanovljena je prvi puta redovna sudska vlast - Praviteljstvo suda crnogorskog i brdskog, koje je imalo i izvjesne upravne ovlasti.
No, borbu protivu krvne osvete i drugih pojava koje su narušavale jedinstvo u zemlji, bilo je teško voditi, jer nije bilo izvršnih i represivnih organa vlasti. Ove će organe, Gardu i Perjanike, uspostaviti tek vladika Petar II. Petrović Njegoš 1831. godine.

## Vanjske poveznice
- ZAKONIK OPŠČI CRNOGORSKI I BRDSKI[neaktivna poveznica]